# You mian
Los you mian o fideos finos son un tipo de fideo chino usado ampliamente en el sur de China, especialmente en las cocinas de Hong Kong y Guangdong. También se ha usado selectivamente en las cocinas de Shanghái, Malasia y Singapur. En las comunidades chinas del extranjero, los fideos finos también se usan en algunos platos.
Los you mian suelen hacerse de huevo. Según el estilo culinario, pueden cocerse en algún tipo de caldo o saltearse en un wok.

## Platos
Los fideos finos se emplean en las siguientes recetas:

### Cocina cantonesa
- Wanton mee
- Lo mein
- Fideos con bolas de ternera
- Fideos con bolas de pescado
- Fideos con lonchas de pescado
- Fideos fritos de Hong Kong (海鮮炒麵)

### Cocina de Shanghái
- Fideos fritos de Shanghái

## Variedades
Una variedad muy conocida de los fideos finos se llama 全蛋麵 (jyutping cantonés: cyun4 daan6 min6; pinyin: quán dàn miàn; traducido aproximadamente como ‘fideos de huevo nacionales’), presente casi exclusivamente en zonas del este y el sureste asiático con comunidades chinas considerables.